# 下雨天留客天留我不留
“下雨天留客天留我不留”是無標點符號的中文句子。句子因沒有標點，有多種断句方式，产生兩種意思相反的意思，常用作例证標點符號的重要。此句源自清人趙恬養的《增訂解人頤新集》，流傳已久，而後人在研究句子時，发现七種拆解方式。

## 背后故事
明朝才子徐文長一次外出訪友，正是黃梅季節，陰雨連綿，他只好住在朋友家裡。幾天過后，友人看徐文長毫無回家之意，想逐客又難以启齿，於是就在客廳寫了一張字條：「下雨天留客天留我不留」，希望徐文長看了字条后自觉不好意思，决定回家。不一會兒，徐文長信步來到客廳，看見了紙條，心中默念道：「下雨天留客，天留我不留。」他明白了主人的用意。他隨即在字條上加了標點，變成：「下雨天，留客天，留我不？留！」一字未變，意思却完全相反，友人見了反而臉紅了。

## 拆解
此句子的基本拆解意思：
- 下雨天留客，天留我不留
- 下雨天，留客天，留我不？留

兩句中的意思完全相反，在客人留給主人家的字條中被主人誤讀，於是主人送客，令客人無棲身之地。
七種拆解方式，見於劉玉琛《標點符號用法》
1. 下雨天留客，天留我不留。
2. 下雨天留客，天留我？不留。
3. 下雨天留客，天留我不？留。
4. 下雨，天留客；天留我不留！
5. 下雨天，留客天，留我？不留。
6. 下雨天，留客天，留我不？留。
7. 下雨天，留客天，留我不留？